# Lophophacidium
Lophophacidium is een geslacht van schimmels behorend tot de familie Phacidiaceae. De typesoort is Lophophacidium hyperboreum.

## Soorten
Volgens Index Fungorum telt het geslacht twee soorten (peildatum december 2021):
| Soortnaam                  | Auteur(s)           | Publicatiejaar |
| -------------------------- | ------------------- | -------------- |
| Lophophacidium dooksii     | Corlett & Shoemaker | 1984           |
| Lophophacidium hyperboreum | Lagerb.             | 1949           |